# Zabrnie (województwo małopolskie)
Zabrnie – wieś w Polsce, położona w województwie małopolskim, w powiecie dąbrowskim, w gminie Szczucin.
Sąsiaduje m.in. z miejscowościami Brzezówka, Suchy Grunt i Dąbrowica, od wschodu zaś z województwem podkarpackim. Zajmuje obszar 882 ha, zamieszkany przez około 500 mieszkańców.
W latach 1975–1998 miejscowość należała administracyjnie do województwa tarnowskiego.

## Położenie
Wieś leży w południowo-wschodniej Polsce, na pograniczu Pogórza Karpackiego i Kotliny Sandomierskiej, na Równinie Nadwiślańskiej, na terenie nizinnym, miejscami podmokłym, typowo rolniczym z najcieplejszym klimatem w Polsce i różnorodną strukturą gleb, wykorzystywanych coraz częściej do produkcji ogrodniczej i warzywnej. Teren jest słabo zalesiony, roślinność typowa dla obszarów nadwiślańskich. Podstawowe uprawy to zboża i rośliny okopowe.

## Integralne części wsi
| SIMC    | Nazwa      | Rodzaj    |
| ------- | ---------- | --------- |
| 0831273 | Deszczysko | część wsi |
| 1048859 | Górka      | część wsi |
| 0831304 | Różnica    | część wsi |
| 1049014 | Świerkówka | część wsi |
| 1049020 | U Czaplów  | część wsi |
| 1049043 | U Machów   | część wsi |
| 0831310 | Ugodów     | część wsi |

## Historia
Nazwa Zabrnie pochodzi stąd, że leży na prawym i lewym brzegu rzeki Breń. Pierwsze informacje o miejscowości pojawiają się w źródłach pisanych w XVI wieku. Rejestr poborowy z 1577 roku wymienia Zabrnie jako noviter locata. Na wiek XV i XVI przypada uformowanie się na terenach obecnego powiatu dąbrowskiego pięciu głównych, należących do możnowładczych rodów, kompleksów majątkowych, które z pewnymi zmianami przetrwały do końca epoki przedrozbiorowej. Przykładem takiego wielkiego kompleksu feudalnej własności ziemskiej były dobra szczucińskie. Do powstania miejscowości Zabrnie przyczynił się ród Stradomskich herbu Prus, którzy byli właścicielami tych terenów od II połowy XVI do wieku XVIII. Ich następcami byli Małachowscy herbu Nałęcz, Chwalibogowie herbu Strzemię i Husarzewscy.
Podczas rzezi galicyjskiej na terenie Zabrnia doszło do najścia na dwór. Późniejsze lata były czasem licznych konfliktów o serwituty pomiędzy chłopami a szlachtą.

## Środowisko geograficzne
Teren miejscowości przecinają małe rzeki, z których największą jest Breń, oraz jego dopływy: Upust i Nieczajka. Rzeki te, chociaż niewielkie, stanowią bardzo duże zagrożenie dla leżących nad nimi terenów, gdyż w okresie roztopów i zwiększonych opadów powodują podtopienia.

## Gospodarka
Zabrnie jest miejscowością typowo rolniczą. Większość mieszkańców utrzymuje się z uprawy roli, tylko nieliczni pracują poza rolnictwem. Nie występują tu żadne większe zakłady przemysłowe.
Wśród uprawianych roślin znajdują się głównie zboża (pszenica, jęczmień, kukurydza), rośliny okopowe (ziemniaki, buraki), oraz różnego rodzaju warzywa i owoce. Wśród zwierząt hodowanych przeważa trzoda chlewna, drób, rzadziej krowy.

## Oświata
W 1908 roku we wsi powstała szkoła, którą w 1912 r. przeniesiono do Zabrnia. Budynek szkoły był dwukrotnie niszczony w trakcie I i II wojny światowej. Obecny pochodzi z 1948 r. i był wielokrotnie rozbudowywany. W roku 2008, w setną rocznicę powstania, szkole nadano imię Jana Pawła II. Obecnie jest to wyłącznie szkoła podstawowa (sześć klas oraz „zerówka”). Uczęszcza do niej około stu uczniów z miejscowości Brzezówka, Małec, Suchy Grunt i Zabrnie.

## Parafia Zabrnie
Do parafii należą wierni kościoła rzymskokatolickiego z miejscowości: Zabrnie, Brzezówka, Suchy Grunt. Kościół został wybudowany w 1981 r. przez mieszkańców pod przewodnictwem ks. Mariana Marszałka.

## Osoby pochodzące z Zabrnia
- Franciszek Głód